# Kopřivnice nákladové nádraží
Kopřivnice nákladové nádraží je železniční stanice, která se nachází v severní části Kopřivnice. Nachází se v km 16,005 jednokolejné trati Studénka–Veřovice.

## Popis stanice
Ve stanici není veřejné nástupiště a neslouží tak pro nástup a výstup cestujících. Ve stanici je celkem šest dopravních kolejí, z toho tři jsou součástí vlečky Tatra Trucks. Stanice je vybavena reléovým zabezpečovacím zařízením AŽD 71, výpravčí odsud rovněž dálkově ovládá stanice Příbor a Kopřivnice.

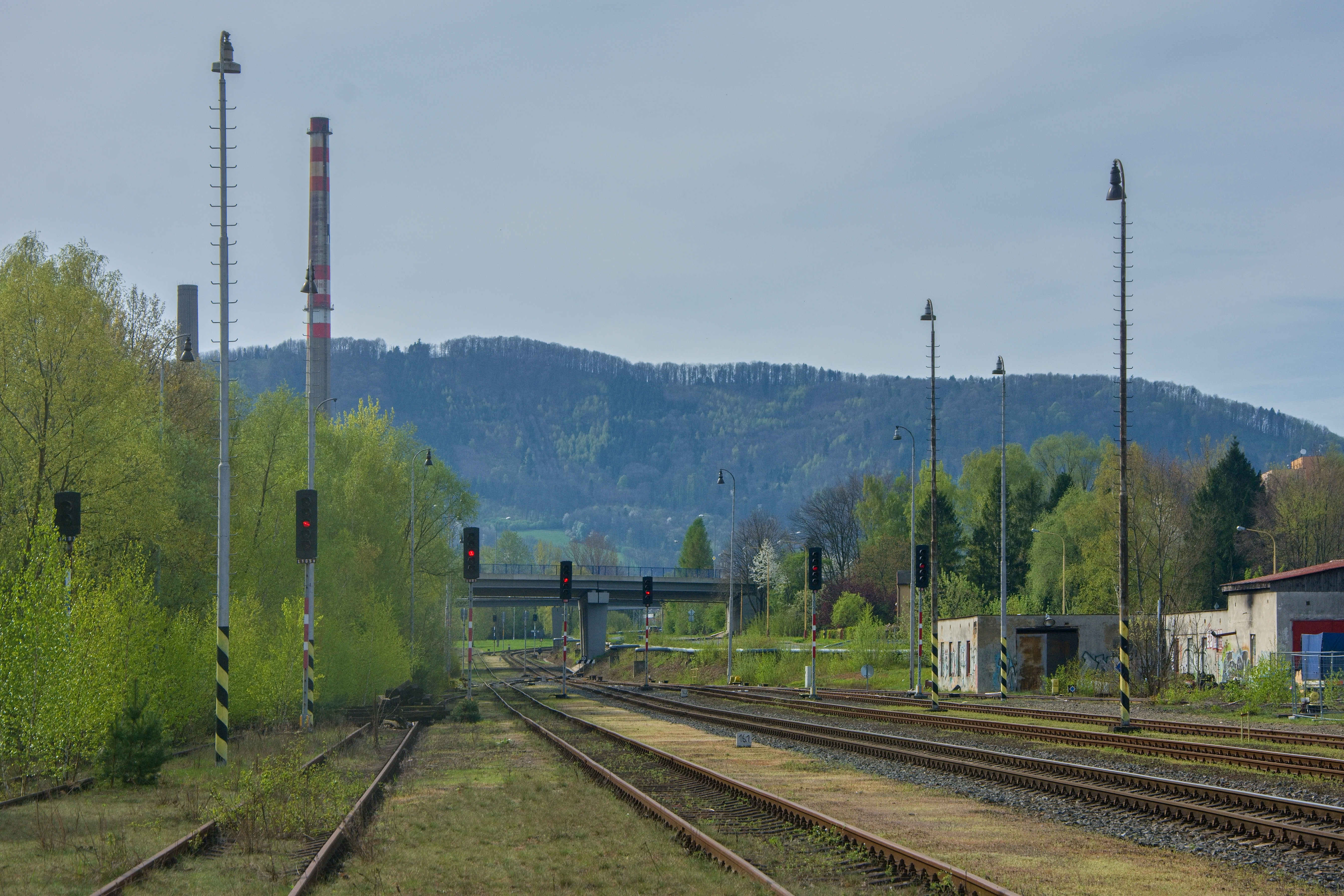
Štramberské zhlaví, vlevo koleje vlečky Tatra

Původní technologie dálkového ovládání typu TZD 751 byla v roce 2013 nahrazena systémem Remote 98 a ovládání dopraven je od té doby pomocí JOP, původní ovládání pomocí číslicové volby tak zůstalo jen přímo ve stanici Kopřivnice nákladové nádraží.